# 温州 (河北)
温州，中国唐朝时设置的州，位于今河北省邢台市沙河市。
武德元年（618年），唐朝政府设置温州，治所在沙河县（今沙河市沙河镇东）。辖境相当今河北省沙河市北沙河城。武德四年（621年）废温州，地入邢州。